# 247
247 је била проста година.

## Догађаји
- Рим слави 1000 година постојања. Хиљадугодишњица се обележава фестивалима Секуларне игре, који су се славили широм Римског царства.
- Марко Јулије Филип Август и његов десетогодишњи син Марко Јулије Филип Цезар постају римски конзули.
- Готи на доњој граници Дунава; нападају Римску војску и освајају територије Украјине и Румуније.
- Последњи од два сабора у Арабији у Ранохришћанској цркви одржан је у Босри, Арабија Петреја.
- Химико из Јаматаја, у Јапану, почиње рат против краља Химикокуа из Кунукокуа.
- Чомхе постаје краљ корејског краљевства Сила.